# John Davies (tiền vệ chạy cánh)
John Davies là một cầu thủ bóng đá người Anh thi đấu cho Portsmouth, Scunthorpe United và Walsall.

## Danh hiệu
Walsall
- Vô địch Football League Fourth Division: 1959–60